# Asterix bij de Britten (strip)
Asterix bij de Britten (in de oorspronkelijke vertaling Asterix en de Britten) is het achtste album in de Asterix-stripreeks van René Goscinny en Albert Uderzo.

## Inhoud
Julius Caesar valt Britannia binnen, en weet dit snel te veroveren doordat de Britten altijd tussen de middag stoppen met vechten om een kopje heet water met melk te drinken, en bovendien weigeren in het weekend te vechten. Net als in Gallië weet een dorp (in Kent, Cantium) weerstand te bieden aan de Romeinen. Dit dorp heeft echter geen toverdrank, en de dreiging van de Romeinen wordt steeds groter. Daarom wordt de Brit Notax (in de nieuwe strips Flegmatix en in de film Anticlimax), een neef van Asterix, naar Gallië gestuurd om daar hulp te halen.
In Armorica vervelen de dorpelingen zich, Obelix voorop, omdat er bijna geen Romeinen zijn om mee te vechten, totdat Notax zich aan komt bieden. De Galliërs stemmen toe de Britten te helpen. Notax krijgt een volle ton toverdrank mee voor zijn dorp. Asterix en Obelix zullen hem vergezellen om te zorgen dat de ton veilig aankomt. De tocht naar Brittannia verloopt voorspoedig, met een korte stop op een Romeins galei. Daar maken Asterix en Obelix voor het eerst kennis met Britse mist. De centurio op de galei heeft echter gehoord wat de Galliërs van plan zijn en laat in allerijl terug varen naar Londinium om de lokale prefect te waarschuwen. Gedurende de rest van het album belandt de ton van de Galliërs in menige handen, waaronder de Romeinen, een wagendief, de soigneurs van een rugbyteam en raakt ze betrokken bij de daarbij behorende gebeurtenissen. Uiteindelijk wordt de ton vernietigd en belandt de inhoud in de Theems.
Teleurgesteld keren Notax, Asterix en Obelix terug naar Notax' dorp. Daar onthult Asterix dat hij van Panoramix kruiden mee heeft gekregen om een nieuwe toverdrank te maken. Hij gooit de blaadjes in heet water en de Britten drinken van de drank. De gedachte dat het toverdrank is geeft de Britten al genoeg moed om de Romeinse aanval opnieuw af te slaan. De Britten vinden de drank zo lekker, dat ze besluiten er een nationale drank van te maken.
Terug in het Gallische dorp, bevestigt Panoramix dat het kruid de blaadjes van de theestruik waren, waarmee de Galliërs een onuitwisbare stempel drukten op de Britse cultuur.

## Personages
- Notax: neef van Asterix. Naam betekent 'geen belastingen'.
- Debikbos: stamleider der rebellen. Zijn naam is een woordspeling op "the big boss". Zelf is hij een parodie op Harold Wilson en Winston Churchill.
- O'Slempix: Welshe dorpsgenoot van Notax
- Mac Ademix (oorspronkelijk Mac Celtix): Schotse dorpsgenoot van Notax
- Motus (in oudere vertalingen Lepidus Loensus): Romeins prefect van Brittannië.
- Hipipoerax: rugbyspeler onder invloed van de toverdrank. Zijn naam is een woordspeling op "Hip Hip Hurray" ofte "Hip, Hip, Hoera!"

## Achtergrond
- Het uiterlijk van de Britten heeft een aantal stereotiepe Engelse elementen. Zo legt Notax aan Obelix uit dat zijn kleding van tweed is gemaakt en dragen de Britten plusfours. Andere kenmerken zijn grote snorren en het feit dat in Londinium Britten met paraplu's rondlopen. Nadat in Londinium een Britse koopman met een klant ruziemaakt over een meloen merkt Obelix in het volgende plaatje op dat hij een man ziet lopen met een meloen op zijn hoofd. Dit is een woordspeling omdat "melon" in het Frans ook bolhoed betekent.
- Het paleis van de gouverneur in Londinium is gebaseerd op Buckingham Palace en de brug op de Tower Bridge. De door raven omgeven toren waarin Obelix en Relax worden opgesloten is een parodie op de Tower of London, maar lijkt veel meer op een echte toren.
- In de originele Franstalige versie spreken de Britten Frans, maar wel volgens Engelse grammaticaregels, net als typisch Engelse zegswijzen. Zo spraken zij in het geval van de toverdrank niet van "potion magique" maar van "magique potion", waarop Obelix aan Notax vraagt waarom hij achterstevoren praat. In de Nederlandse vertaling werd het gebruik van de Engelse zegswijzen haast letterlijk overgenomen. Ook tegenwoordig wordt in Frankrijk beweerd dat de Britten gewoon Frans spreken, maar met de verkeerde uitspraak.
- De rugbymatch (niet aldus geïdentificeerd) wordt gespeeld tussen twee ploegen die vertaald Canterbury (Durovernum) en Colchester (Camulodunum) heten (origineel 'Camelot').
- Het cliché dat de Engelse keuken niet erg wordt gewaardeerd wordt in het album meerdere malen geparodieerd.
- In de strip wordt kort gediscussieerd over de 'correcte' kant van de weg, omdat in Engeland er links in plaats van rechts gereden wordt.
- Notax toont zich een uitstekend roeier: een feit dat afstamt van zijn ouders, die respectievelijk van Oxford en Cambridge komen, twee legendarische universiteiten die jaarlijks met elkaar een roeiwedstrijd uitvechten.
- In de Nederlandse versie haalt Notax onder het roeien naar Britannia de tekst aan van Rule Britannia.
- De "vier populairste barden van Brittania" zijn een karikatuur van de Beatles.
- Wanneer de Britten de Romeinen hebben verdreven maakt Notax het V-teken, een verwijzing naar Winston Churchill.
- Stamhoofd Debikbos (Zebigbos) is zelf een karikatuur van Harold Wilson, zij het met een grote stereotiepe Engelse snor. Zijn manier van spreken is daar eveneens een persiflage op, maar leunt eveneens aan bij Winston Churchill.
- Vlak voor Notax in het belegerde dorp aankomt, maken Debikbos en zijn luitenants zich op voor een wanhopige uitval te overwegen. Ze spreken daarbij "te strijden op de stranden en in de straten", wat wederom verwijst naar Churchills befaamde We shall fight them-speech.
- De klop van Notax op de deur van De Draak en Amfoor in Londinium is de openingstonen van de Vijfde Symfonie van Ludwig van Beethoven, en de morsecode voor de letter V: een verwijzing naar de film The Longest Day, waarin deze toon meermaals te horen is.
- In de strip wordt door Obelix het idee van een tunnel geopperd, wat Notax een goed idee vindt. Sommigen zijn al aan het graven, maar "sommigen vinden dat we een eiland moeten blijven". De eerste plannen voor een tunnel stammen uit 1802. Er zijn meerdere keren pogingen ondernomen, maar de Eurotunnel is pas ver na het uitkomen van dit album opengegaan (1994).
- Een verdere verwijzing naar Churchill is in de reactie te vinden op het nieuws dat de toverdrank verloren is dat "ze zullen vechten op de stranden": een verwijzing naar de fameuze speech van Churchill waarin hij belooft dat "Groot-Brittannië zal vechten op de stranden, in de heuvels en de straten, en zich nooit over zal geven."
- Dit album is een van de populairste Asterixverhalen. Het werd medio jaren 80 verfilmd als de animatiefilm Asterix en de Britten.
- Bij het vertrek van Asterix en Obelix vernielt Hoefnix stiekem de lier van Kakofonix, waarmee zijn rol als tegenstander van de bard voor het eerst duidelijk te zien is.
- Notax zegt "mijn kleermaker is rijk". Dit verwijst naar de eerste zin van L'Anglais sans peine,[1] het eerste boek in de Assimil-methode voor de Fransen om Engels te leren.